# Dialectul secuiesc
Dialectul secuiesc (în maghiară székely, [ˈseːkɛj]) este un dialect al limbii maghiare vorbit în România (îndeosebi în Transilvania și în Bucovina).